# Синодин Попсидеров
Поп Синодин или Синадин (на гръцки: Παπασυνοδινός, Παπασυναδινός ) е православен духовник от XVII век, автор на Сярска хроника.

## Биография
Синодин е роден в сярското село Мелникич на 21 септември 1601 година в семейството на поп Сидер. Светското му име е неизвестно. В 1619 година става дякон, а в 1622 година е хиротонисан за свещеник от митрополит Тимотей Серски (1616 - 1625). Неговата Сярска хроника е базирана на лични наблюдения и е в традициите на византийските хронисти. Текстът е важен източник за епохата.